# ストライク平助
ストライク平助（ストライクへいすけ）は、日本の漫画家。
ゲームアンソロジー作家時代は主にギャルゲーのコミカライズを多く手がけ、アンソロジーブームの終了後は一迅社が創刊した４コマ雑誌「まんが4コマKINGSぱれっと」でオリジナル漫画の連載していた。
2015年現在は商業での執筆活動休止中。

## 作品リスト
- 春風いちばんっ（まんが4コマKINGSぱれっと、全2巻）
- 今日もサツキ晴れ!（まんが4コマKINGSぱれっと、全1巻）

その他、4コママンガ劇場（スクウェア・エニックス刊）やDNAメディアコミックス一迅社などのゲームアンソロジーにて執筆。